# Burg Malterdingen
Die Burg Malterdingen ist eine abgegangene Spornburg auf einem 235 m ü. NN hohen Sporn im Flurgebiet „Burg“ 1000 Meter südwestlich vom Mittelpunkt der Gemeinde Malterdingen im Landkreis Emmendingen in Baden-Württemberg.
Von der im 12. Jahrhundert erbauten Burganlage ist nur noch der Halsgraben erhalten.